# Anaulacodesmus levissimus
Anaulacodesmus levissimus är en mångfotingart som beskrevs av Carl Graf Attems 1898. Anaulacodesmus levissimus ingår i släktet Anaulacodesmus och familjen orangeridubbelfotingar. Inga underarter finns listade i Catalogue of Life.